# Edward Frederick Anderson
Edward Frederick Anderson (* 17. Juni 1931 in Covina; † 29. März 2001) war ein US-amerikanischer Botaniker, der sich auf die Kakteengewächse spezialisiert hatte. Sein offizielles botanisches Autorenkürzel lautet „E.F.Anderson“.

## Leben
Edward Frederick Andersons Interesse an der Botanik wurde geweckt, als er seinem Vater bei dessen Orangen- und Avocado-Zucht half. Er begann eine Ausbildung am Pomona College in Claremont und erhielt 1954 seinen Bachelor of Arts in Biologie. Sein Studiengang zum Master of Arts wurde nach einem Jahr durch die Einberufung zur United States Army unterbrochen. Seinen Dienst leistete er in Deutschland ab. 1961 wurde er zum Ph.D. in Botanik promoviert und arbeitete ein Jahr am College in Claremont. Anschließend hielt er Vorlesungen an verschiedenen Universitäten in Übersee, unter anderem in Ecuador, Malaya und Thailand. Über zwanzig Jahre war Anderson Lehrer am Whitman College in Walla Walla. Nach dem Ruhestand war er seit 1992 als Senior Research Botanist am Desert Botanical Garden in Phoenix (Arizona) beschäftigt. Ted, wie er meist genannt wurde, war verheiratet und hatte sieben Kinder. Er starb an den Folgen akuter Pankreatitis und an Nierenversagen. Lebenserhaltende Maßnahmen, die sein Zustand erfordert hätte, lehnte er ab.

## Wirken
Kurz vor Ende seiner Armeedienstzeit in Deutschland erhielt er vom Botaniker und Kakteenspezialisten Lyman David Benson (1909–1993), der einer seiner Lehrer in Claremont war, das Angebot ein Jahr lang eine Studie über den Peyote-Kaktus durchzuführen. Die Studie wurde von Gordon Alles (1901–1963) vom California Institute of Technology finanziert, der sehr an den pharmakologischen Eigenschaften von Lophophora williamsii interessiert war. Die Ergebnisse dieser Studie waren die Grundlage seiner Doktorarbeit A taxonomic revision of Ariocarpus, Lophophora, Pelecyphora and Obregonia (family Cactaceae) (1961) und seines ersten Buches Peyote: The Divine Cactus (1981).
1974 wurde Anderson Mitglied der Internationalen Organisation für Sukkulentenforschung (IOS), für die er in verschiedenen Funktionen tätig war: von 1984 bis 1986 war er Vizepräsident, von 1988 bis 1994 Präsident und von 1994 bis 1998 Sekretär. 1984 gehörte er zu den Gründungsmitgliedern der IOS Cactaceae Working Party der IOS (2000 in International Cactaceae Systematics Group umbenannt) und der Cactus and Succulent Specialist Group (CSSG) der World Conservation Union-Species Survival Commision (IUCN/SSC).
Über fünfzig Jahre bereiste er die Trockengebiete Süd- und Nordamerikas, um die Kakteen an ihren Standorten zu erforschen. Mitte der 1990er Jahre begann Anderson die Arbeit an einem Buch, das die Pflanzenfamilie der Kakteengewächse anhand der neuesten wissenschaftlichen Erkenntnisse umfassend darstellen sollte. The Cactus Family wurde kurz vor seinem Tod fertiggestellt und enthält die Beschreibungen von 125 Gattungen, 1810 Arten, Unterarten und Varietäten. In fünf Kapiteln beschreibt er außerdem deren besondere Merkmale, ihre Anwendungsmöglichkeiten, den Schutz, die Kultivierung und die Probleme der taxonomischen Klassifizierung der Kakteen.

## Ehrungen
Anderson war Mitglied der Linné-Gesellschaft London und erhielt 1998 für seine herausragenden Leistungen auf dem Gebiet der Kakteenforschung den Cactus d’Or.

## Schriften (Auswahl)
- Peyote: The Divine Cactus. University of Arizona Press, Tucson 1981, ISBN 0-8165-0613-2.
- Plants and People of the Golden Triangle. Dioscorides Press, Portland (Oregon) 1993, ISBN 0-931146-25-9.
- Threatened Cacti of Mexico. Balogh Scientific Books, Kew 1994, ISBN 0-947643-70-2 – mit Salvador Arias und Nigel P. Taylor: .
- The Cactus Family. Timber Press, Portland (Oregon) 2001, ISBN 0-88192-498-9.
- Das große Kakteen-Lexikon. Aus dem Englischen übersetzt, ergänzt und überarbeitet von Urs Eggli. 2. Auflage 2011. Eugen Ulmer KG, Stuttgart, ISBN 978-3-8001-5964-2 (Deutsche Ausgabe von The Catus Family)